# جيف فاولر
جيف فاولر (بالإنجليزية: Jeff Fuller)‏ هو سائق سباق أمريكي، ولد في 27 مارس 1957 في Boylston, Massachusetts ‏ في الولايات المتحدة.

## وصلات خارجية
- جيف فاولر على موقع Racing-Reference.info (الإنجليزية)